# Trynidad i Tobago na Letnich Igrzyskach Olimpijskich 2016
Trynidad i Tobago na Letnich Igrzyskach Olimpijskich 2016 reprezentowało 32 zawodników: 21 mężczyzn i 11 kobiet. Był to siedemnasty start reprezentacji Trynidadu i Tobago na letnich igrzyskach olimpijskich.

## Zdobyte medale
| Medal | Zawodnik        | Dyscyplina    | Konkurencja             | Rezultat | Data        |
| ----- | --------------- | ------------- | ----------------------- | -------- | ----------- |
| Brąz  | Keshorn Walcott | Lekkoatletyka | rzut oszczepem mężczyzn | 85,38 m  | 20 sierpnia |

## Skład kadry

### Boks
Mężczyźni
| Zawodnik   | Konkurencja      | 1/16             | 1/8              | Ćwierćfinał      | Półfinał         | Finał            | Finał   | Źródło |
| Zawodnik   | Konkurencja      | Przeciwnik Wynik | Przeciwnik Wynik | Przeciwnik Wynik | Przeciwnik Wynik | Przeciwnik Wynik | Miejsce | Źródło |
| ---------- | ---------------- | ---------------- | ---------------- | ---------------- | ---------------- | ---------------- | ------- | ------ |
| Nigel Paul | waga superciężka | BYE              | Efe Ajagba P KO  | NQ               | NQ               | NQ               | NQ      | [ 2 ]  |

### Gimnastyka
Kobiety
| Zawodniczka | Konkurencja            | Kwalifikacje | Kwalifikacje | Kwalifikacje | Kwalifikacje | Kwalifikacje | Kwalifikacje | Finał     | Finał     | Finał     | Finał     | Finał | Finał   | Źródło |
| Zawodniczka | Konkurencja            | Przyrządy    | Przyrządy    | Przyrządy    | Przyrządy    | Razem        | Pozycja      | Przyrządy | Przyrządy | Przyrządy | Przyrządy | Razem | Pozycja | Źródło |
| Zawodniczka | Konkurencja            | V            | UB           | BB           | F            | Razem        | Pozycja      | V         | UB        | BB        | F         | Razem | Pozycja | Źródło |
| ----------- | ---------------------- | ------------ | ------------ | ------------ | ------------ | ------------ | ------------ | --------- | --------- | --------- | --------- | ----- | ------- | ------ |
| Marisa Dick | wielobój indywidualnie | 13,900       | 11,333       | 13,066       | 12,533       | 50,832       | 55.          | NQ        | NQ        | NQ        | NQ        | NQ    | NQ      | [ 3 ]  |
| Marisa Dick | Równoważnia            | N/A          | N/A          | 13,066       | N/A          | 13,066       | 58.          | NQ        | NQ        | NQ        | NQ        | NQ    | NQ      | [ 3 ]  |
| Marisa Dick | poręcze                | N/A          | 11,333       | N/A          | N/A          | 11,333       | 79.          | NQ        | NQ        | NQ        | NQ        | NQ    | NQ      | [ 3 ]  |
| Marisa Dick | ćwiczenia wolne        | N/A          | N/A          | N/A          | 12,533       | 12,533       | 70.          | NQ        | NQ        | NQ        | NQ        | NQ    | NQ      | [ 3 ]  |

### Judo
Mężczyźni
| Zawodnik           | Konkurencja | 1/32             | 1/16             | 1/8              | Ćwierćfinał      | Półfinał         | Repasaże         | Finał/ 3.miejsce | Finał/ 3.miejsce | Źródło |
| Zawodnik           | Konkurencja | Przeciwnik Wynik | Przeciwnik Wynik | Przeciwnik Wynik | Przeciwnik Wynik | Przeciwnik Wynik | Przeciwnik Wynik | Przeciwnik Wynik | Pozycja          | Źródło |
| ------------------ | ----------- | ---------------- | ---------------- | ---------------- | ---------------- | ---------------- | ---------------- | ---------------- | ---------------- | ------ |
| Christopher George | −100 kg     | BYE              | Yan P 000-002    | NQ               | NQ               | NQ               | NQ               | NQ               | NQ               | [ 4 ]  |

### Kolarstwo
| Zawodnik        | Konkurencja       | Kwalifikacje  | Kwalifikacje    | Runda 1   | Repasaże            | Runda 2         | Repasaże        | Wyścig o miejsce 9-12 | Ćwierćfinały    | Półfinały       | Finał           | Finał   | Źródło |
| Zawodnik        | Konkurencja       | Czas Prędkość | Przeciwnik Czas | Pozycja   | Przeciwnik Czas     | Przeciwnik Czas | Przeciwnik Czas | Przeciwnik Czas       | Przeciwnik Czas | Przeciwnik Czas | Przeciwnik Czas | Pozycja | Źródło |
| --------------- | ----------------- | ------------- | --------------- | --------- | ------------------- | --------------- | --------------- | --------------------- | --------------- | --------------- | --------------- | ------- | ------ |
| Njisane Phillip | indywidualnie (m) | 9,813 73,372  | 6.              | Xu 10,518 | Levy Dawkins 11,785 | NQ              | NQ              | NQ                    | NQ              | NQ              | NQ              | NQ      | [ 5 ]  |

### Lekkoatletyka
Mężczyźni
Konkurencje biegowe
| Zawodnik                                                                                     | Konkurencja        | Eliminacje | Eliminacje | Ćwierćfinał | Ćwierćfinał | Półfinał | Półfinał | Finał | Finał   | Źródło |
| Zawodnik                                                                                     | Konkurencja        | Wynik      | Miejsce    | Wynik       | Miejsce     | Wynik    | Miejsce  | Wynik | Miejsce | Źródło |
| -------------------------------------------------------------------------------------------- | ------------------ | ---------- | ---------- | ----------- | ----------- | -------- | -------- | ----- | ------- | ------ |
| Keston Bledman                                                                               | 100 m              | BYE        | BYE        | 10,20       | 22.         | NQ       | NQ       | NQ    | NQ      | [ 6 ]  |
| Rondel Sorrillo                                                                              | 100 m              | BYE        | BYE        | 10,23       | 29.         | NQ       | NQ       | NQ    | NQ      |        |
| Richard Thompson                                                                             | 100 m              | BYE        | BYE        | 10,29       | 40.         | NQ       | NQ       | NQ    | NQ      |        |
| Kyle Greaux                                                                                  | 200 m              | 20,61      | 45.        | N/A         | N/A         | NQ       | NQ       | NQ    | NQ      | [ 7 ]  |
| Rondel Sorrillo                                                                              | 200 m              | 20,27      | 13.        | N/A         | N/A         | 20,33    | 14.      | NQ    | NQ      | [ 7 ]  |
| Machel Cedenio                                                                               | 400 m              | 44,98      | 2.         | N/A         | N/A         | 44,39    | 3.       | 44,01 | 4.      | [ 8 ]  |
| Lalonde Gordon                                                                               | 400 m              | 45,24      | 6.         | N/A         | N/A         | 45,13    | 18.      | NQ    | NQ      | [ 8 ]  |
| Deon Lendore                                                                                 | 400 m              | 46,15      | 35.        | N/A         | N/A         | NQ       | NQ       | NQ    | NQ      | [ 8 ]  |
| Mikel Thomas                                                                                 | 110 m przez płotki | 13,66      | 26.        | N/A         | N/A         | NQ       | NQ       | NQ    | NQ      | [ 9 ]  |
| Jehue Gordon                                                                                 | 400 m przez płotki | 49,98      | 35.        | N/A         | N/A         | NQ       | NQ       | NQ    | NQ      | [ 10 ] |
| Keston Bledman Emmanuel Callender Marcus Duncan Kyle Greaux Rondel Sorrillo Richard Thompson | sztafeta 4 × 100 m | 37,96      | 8.         | N/A         | N/A         | N/A      | N/A      | DSQ   | DSQ     | [ 11 ] |
| Machel Cedenio Lalonde Gordon Deon Lendore Renny Quow Jereem Richards Jarrin Solomon         | sztafeta 4 × 400 m | DSQ        | DSQ        | N/A         | N/A         | N/A      | N/A      | NQ    | NQ      | [ 12 ] |

Konkurencje techniczne
| Zawodnik        | Konkurencja    | Kwalifikacje | Kwalifikacje | Finał | Finał   | Źródło |
| Zawodnik        | Konkurencja    | Wynik        | Miejsce      | Wynik | Miejsce | Źródło |
| --------------- | -------------- | ------------ | ------------ | ----- | ------- | ------ |
| Keshorn Walcott | rzut oszczepem | 88,68        | 1.           | 85,38 | brąz    | [ 13 ] |

Kobiety
Konkurencje biegowe
| Zawodnik                                                                                    | Konkurencja        | Eliminacje | Eliminacje | Ćwierćfinał | Ćwierćfinał | Półfinał | Półfinał | Finał | Finał   | Źródło |
| Zawodnik                                                                                    | Konkurencja        | Wynik      | Miejsce    | Wynik       | Miejsce     | Wynik    | Miejsce  | Wynik | Miejsce | Źródło |
| ------------------------------------------------------------------------------------------- | ------------------ | ---------- | ---------- | ----------- | ----------- | -------- | -------- | ----- | ------- | ------ |
| Michelle-Lee Ahye                                                                           | 100 m              | N/A        | N/A        | 11,00       | 2.          | 10,90    | 3.       | 10,92 | 6.      | [ 14 ] |
| Kelly-Ann Baptiste                                                                          | 100 m              | N/A        | N/A        | 11,42       | 27.         | NQ       | NQ       | NQ    | NQ      | [ 14 ] |
| Semoy Hackett                                                                               | 100 m              | N/A        | N/A        | 11,35       | 20.         | 11,20    | 16.      | NQ    | NQ      | [ 14 ] |
| Michelle-Lee Ahye                                                                           | 200 m              | 22,50      | 4.         | N/A         | N/A         | 22,25    | 4.       | 22,34 | 6.      | [ 15 ] |
| Semoy Hackett                                                                               | 200 m              | 22,78      | 16.        | N/A         | N/A         | 22,94    | 20.      | NQ    | NQ      | [ 15 ] |
| Reyare Thomas                                                                               | 200 m              | 22,97      | 27.        | N/A         | N/A         | NQ       | NQ       | NQ    | NQ      |        |
| Janeil Bellille                                                                             | 400 m przez płotki | 56,25      | 19.        | N/A         | N/A         | 56,06    | 16.      | NQ    | NQ      | [ 16 ] |
| Sparkle McKnight                                                                            | 400 m przez płotki | 56,80      | 30.        | N/A         | N/A         | NQ       | NQ       | NQ    | NQ      | [ 16 ] |
| Michelle-Lee Ahye Kelly-Ann Baptiste Semoy Hackett Khalifa St. For Kai Selvon Reyare Thomas | sztafeta 4 × 100 m | 42,62      | 7.         | N/A         | N/A         | N/A      | N/A      | 42,12 | 5.      | [ 17 ] |

Konkurencje techniczne
| Zawodniczka     | Konkurencja    | Kwalifikacje | Kwalifikacje | Finał | Finał   | Źródło |
| Zawodniczka     | Konkurencja    | Wynik        | Miejsce      | Wynik | Miejsce | Źródło |
| --------------- | -------------- | ------------ | ------------ | ----- | ------- | ------ |
| Cleopatra Borel | pchnięcie kulą | 18,20        | 8.           | 18,37 | 7.      | [ 18 ] |

### Pływanie
| Zawodnik      | Konkurencja            | Eliminacje | Eliminacje | Półfinał | Półfinał | Finał | Finał   | Źródło |
| Zawodnik      | Konkurencja            | Czas       | Miejsce    | Czas     | Miejsce  | Czas  | Miejsce | Źródło |
| ------------- | ---------------------- | ---------- | ---------- | -------- | -------- | ----- | ------- | ------ |
| George Bovell | 50 m dowolnym mężczyzn | 22,30      | 27.        | NQ       | NQ       | NQ    | NQ      | [ 19 ] |
| Dylan Carter  | 100 m dowolnym         | 48,80      | 23.        | NQ       | NQ       | NQ    | NQ      | [ 20 ] |

### Wioślarstwo
| Zawodnik    | Konkurencja | Eliminacje | Eliminacje | Repesaż | Repesaż | Ćwierćfinały | Ćwierćfinały | Półfinały            | Półfinały | Finał           | Finał | Miejsce | Źródło |
| Zawodnik    | Konkurencja | Czas       | M.         | Czas    | M.      | Czas         | M.           | Czas                 | M.        | Czas            | M.    | Miejsce | Źródło |
| ----------- | ----------- | ---------- | ---------- | ------- | ------- | ------------ | ------------ | -------------------- | --------- | --------------- | ----- | ------- | ------ |
| Felice Chow | W1x         | 8:31,83    | 5.         | 8:04,91 | 2.      | 8:02,53      | 5.           | 8:20,07 Półfinał C/D | 4.        | 7:50,23 Finał D | 4.    | 22.     | [ 21 ] |

### Żeglarstwo
| Zawodnik     | Konkurencja | Wyścig | Wyścig | Wyścig | Wyścig | Wyścig | Wyścig | Wyścig | Wyścig | Wyścig | Wyścig | Wyścig | Punkty | Finałowa pozycja | Źródło |
| Zawodnik     | Konkurencja | 1      | 2      | 3      | 4      | 5      | 6      | 7      | 8      | 9      | 10     | M*     | Punkty | Finałowa pozycja | Źródło |
| ------------ | ----------- | ------ | ------ | ------ | ------ | ------ | ------ | ------ | ------ | ------ | ------ | ------ | ------ | ---------------- | ------ |
| Andrew Lewis | Laser       | 42     | 34     | 39     | 36     | 41     | 34     | 31     | BFD    | 36     | 32     | NQ     | 324    | 39.              | [ 22 ] |

M = Wyścig medalowy